# Тисячна петиція
Тисячна Петиція — список вимог до короля Якова I від Англіканської церкви, складений 1603 року, коли майбутній король їхав до Лондона, щоб зійти на англійський трон.
Хоча багато цілей пуритан було відкинуто, цей процес завершився на конференції у Гемптон-Корті, що зрештою дозволило Якову ввести у вжиток новий англійський переклад Біблії.

## Контекст і формулювання
Пуританські реформатори підкреслили у Петиції тезу про те, що вони не сепаратисти чи розкольники. Документ висловив переважно пуританське ставлення до англіканської церкви, зазначаючи, що англійська реформація недостатньо просунулась у справі очищення церкви і все ще має помилки притаманні католицькій церкві.

## Вимоги
Пуритани виступали проти таких обрядів: 
- Конфірмація;
- Таїнство хрещення жінок;
- Використання обручки під час шлюбної церемонії;
- Поклоніння імені Ісуса тощо.